# Wspomnienie Eucharystycznego Serca Jezusa
Wspomnienie Eucharystycznego Serca Jezusa – wspomnienie liturgiczne obchodzone w czwartek po Uroczystości Najświętszego Serca Pana Jezusa w Zgromadzeniu Najświętszego Odkupiciela (redemptoryści), łączy kult Serca Jezusowego z kultem eucharystycznym.
Papież Leon XIII powierzył redemptorystom prowadzenie Bractwa Eucharystycznego Serca Jezusa, z centralną siedzibą przy kościele św. Joachima w Rzymie. Kult promował wówczas generał zgromadzenia o. Mathias Raus (1829–1917), powołując się na św. Alfonsa de Liguoriego. W ikonografii związanej z kultem funkcjonuje wizerunek Chrystusa trzymającego kielich i ukazującego swoje Najświętsze Serce.